# Agnieszka Maciejowska
Agnieszka Maciejowska (ur. 15 maja 1953 w Warszawie) – polska działaczka opozycyjna, dyplomatka i tłumaczka z języka hebrajskiego.

## Życiorys
Agnieszka Maciejowska ukończyła studia filozoficzne na Uniwersytecie Warszawskim (1980). Odbyła półtoraroczny kurs języka hebrajskiego na Uniwersytecie Hebrajskim w Jerozolimie.
We wrześniu 1980 wstąpiła do „Solidarności”. Współpracowała z Agencją Prasową Solidarności, od marca do października 1981 była w redakcji „NTO” (od nr. 16). Po wprowadzeniu stanu wojennego była kurierką między regionalnymi strukturami podziemnymi „Solidarności”. W latach 1981–1982 pracowała jako asystentka w Wyższej Szkole Rolniczo-Pedagogicznej w Siedlcach. Od 1982 do 1989 utrzymywała się z prac dorywczych. W latach 1982–1985 była rozpracowywana przez MSW. Od 1983 współorganizowała podziemne wydawnictwo oraz sieci drugoobiegowego kolportażu, w tym „Tygodnika Mazowsze”. W 1986 po przeprowadzeniu rewizji w jej mieszkaniu została oskarżona o posiadanie nielegalnych wydawnictw. Postępowanie umorzono w wyniku amnestii. W 1987 została kierowniczką Wydawnictwa Prasowego Myśl. W 1988 została zatrzymana podczas kolportażu pism podziemnych.
W 1989 była pracowniczką ogólnopolskiego Komitetu Obywatelskiego „Solidarność”. W latach 1990–1993 była redaktorką naczelną Wydawnictwa Myśl. Od 1993 do 2006 pracowała w Ministerstwie Spraw Zagranicznych, w tym w Departamencie Promocji, jako attaché kulturalna Ambasady RP w Tel Awiwie oraz dyrektorka Instytutu Polskiego tamże. Następnie, w latach 2006–2009, była urzędniczką w Biurze Pełnomocnika ds. Stosunków Polsko-Żydowskich. W 2009 przeszła na emeryturę.
Tłumaczka twórczości m.in. Etgara Kereta, Leora Dayana, Alexa Epsteina.
Jej mężem był izraelski literat i tłumacz Yoram Bronowski (1948–2001).

## Odznaczenia
- Odznaka „Zasłużony Działacz Kultury” (1999)[1]
- Krzyż Oficerski Orderu Odrodzenia Polski „za wybitne zasługi w działalności na rzecz przemian demokratycznych w Polsce, za osiągnięcia w podejmowanej z pożytkiem dla kraju pracy zawodowej i społecznej” (2011)[4]